# Peitschenangler
Die Peitschenangler (Himantolophus) sind eine Gattung der Tiefsee-Anglerfische (Ceratioidei). Es gibt 20 Arten, die 4 bis 46 Zentimeter lang werden. Sie leben im Atlantik, Pazifik und im Indischen Ozean.

## Merkmale
Peitschenangler haben einen extremen Geschlechtsdimorphismus. Die Weibchen sind plump, haben einen runden Körper, und werden bis 46 Zentimeter lang. Ihr Fleisch ist gallertartig. Das auffallend stumpfe Maul unterscheidet sie von anderen Tiefsee-Anglerfischen. Oben auf dem Kopf befindet sich eine am Ende mit einem Leuchtorgan versehene "Angel" (Illicium). Die Haut dieses Fisches ist sporadisch mit großen, sternförmigen Schuppen besetzt. Die rundliche Form des Fisches erinnert an einen Ball, daher auch der englisch Name Footballfish.
Die Weibchen leben träge in Tiefen unter 1000 Meter und lauern auf Beute, wie Laternenfische, Großschuppenfische, Garnelen oder kleine Kopffüßer.
Die Männchen sind schlank, spindelförmig und werden höchstens vier Zentimeter lang. Nach der Metamorphose von der Fischlarve in das adulte Tier beginnt das Männchen mit Hilfe seiner Augen und des gut ausgebildeten Geruchssinnes ein Weibchen zu finden. Anders als bei vielen verwandten Gattungen sind permanent am Weibchen festgesetzte, oder gar miteinander verwachsene, Männchen bei Himantolophus nicht bekannt.
Beide Geschlechter sind von rötlich brauner, oder schwarzer Farbe. Die Flossen haben keine Hartstrahlen.
Die Gattung ist in allen Weltmeeren verbreitet. Männchen und Larven wurden bisher in einem Band zwischen 40 Grad nördlicher und südlicher Breite nachgewiesen, adulte Weibchen auch weit nördlich davon.
- Flossenformel: Dorsale 5–6, Anale 4, Caudale 9, Pectorale 14–18

## Arten

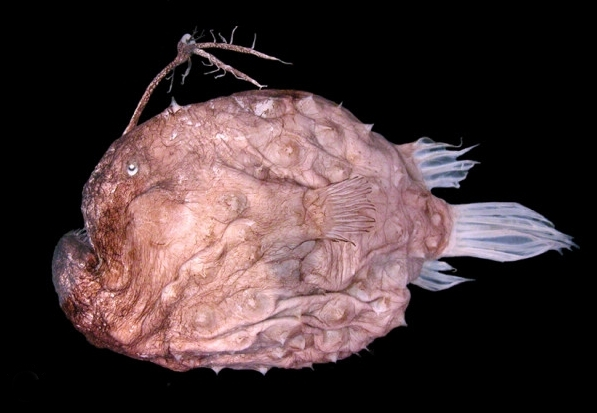
Himantolophus appelii

- Himantolophus albinares Maul, 1961
- Himantolophus appelii (Clarke, 1878)
- Himantolophus azurlucens Beebe & Crane, 1947
- Himantolophus borealis Kharin, 1984
- Himantolophus brevirostris (Regan, 1925)
- Himantolophus compressus (Osório, 1912)
- Himantolophus cornifer Bertelsen & Krefft, 1988
- Himantolophus crinitus Bertelsen & Krefft, 1988
- Himantolophus danae Regan & Trewavas, 1932
- Himantolophus groenlandicus Reinhardt, 1837
- Himantolophus macroceras Bertelsen & Krefft, 1988
- Himantolophus macroceratoides Bertelsen & Krefft, 1988
- Himantolophus mauli Bertelsen & Krefft, 1988
- Himantolophus melanolophus Bertelsen & Krefft, 1988
- Himantolophus multifurcatus Bertelsen & Krefft, 1988
- Himantolophus nigricornis Bertelsen & Krefft, 1988
- Himantolophus paucifilosus Bertelsen & Krefft, 1988
- Himantolophus pseudalbinares Bertelsen & Krefft, 1988
- Himantolophus sagamius (Tanaka, 1918)
- Himantolophus stewarti Pietsch & Kenaley, 2011

Mit Ausnahme der Art Himantolophus appelii sind alle Arten nur nach Exemplaren im männlichen oder im weiblichen Geschlecht beschrieben worden, die Zuordnung der Geschlechter zueinander ist also bei den meisten Arten unbekannt. Mit zunehmender Kenntnis ist daher zu erwarten, dass eine Reihe nominaler Arten sich als Synonyme erweisen werden.